# Ghosez-Keteniminium-Olefin-Cyclisierung
Die Ghosez-Keteniminium-Olefin-Cyclisierung ist eine Namensreaktion in der organischen Chemie. Die Reaktion ist nach dem belgischen Chemiker Léon Ghosez benannt. Bei der Ghosez-Keteniminium-Olefin-Cyclisierung reagieren ein Keteniminium-Ion und ein Alken zu einem Cyclobutanon.

## Übersichtsreaktion
Das Keteniminium-Ion wird erzeugt, indem ein α-Chlorenamin mit Silbertetrafluoroborat umgesetzt wird:
Wenn es sich bei den Resten R1 und R2 des Enamins um Methylgruppen handelt, wird die Verbindung auch als Ghosez's Reagenz bezeichnet.
Aus dem Keteniminium-Ion und einem Alken entsteht durch [2+2]-Cycloaddition ein Cyclobutanon-Derivat: